# Electro-Motive Diesel
Electro-Motive Diesel, Inc., ali samo "EMD" je ameriški proizvajalec dizel-električnih lokomotiv in dizelskih motorjev. Zametki podjetja segajo v leto 1922, ko je bil ustanovljen Electro-Motive Engineering Corporation. Leta 1930 je General Motors Corporation (GM) kupil podjetji Winton Engine Co. in Electro-Motive Company, in jih 1. januarja 1941 združil v Electro-Motive Division (EMD) - kot divizija podjetja GM. Leta 2005 je GM prodal EMD družbama Greenbriar Equity Group LLC in Berkshire Partners LLC. Kasneje, leta 2010, je Progress Rail Services Corporation (podružnica od Caterpillar Inc.) od njih kupil EMD.
Glavni sedež podjetja je v kraju McCook v Illinoisu. Leta 2008 je podjetje zaposlovalo okrog 3260 delavcev. 

## Galerija
- EMD F3
- EMD GP7
- EMD SD40
- EMD SD70M-2
- EMD A7